# Олимпийский комитет Северной Македонии
Олимпийский комитет Северной Македонии (макед. Олимписки комитет на Северна Македонија) — организация, представляющая Северную Македонию в международном олимпийском движении. Основан в 1992 году; зарегистрирован в МОК в 1993 году..
В международном Олимпийском движении в 1993—2019 именовался Олимпийский комитет Бывшей Югославской Республики Македония (Olympic Committee of the Former Yugoslav Republic of Macedonia), что отражало неразрешённый тогда международный вопрос с названием этого нового государства.
Штаб-квартира расположена в Скопье. Является членом МОК, ЕОК и других международных спортивных организаций. Осуществляет деятельность по развитию спорта в Северной Македонии.